# Vitsippeskogen
Vitsippeskogen är ett kommunalt naturreservat i Höganäs kommun i Skåne län.
Området är naturskyddat sedan 2019 och är 2 hektar stort. Det ligger i västra delen av Jonstorp och består av sumpskog med mycket al och björk. Skogen är källbelagd sedan början av 1900-talet men kan vara en rest av ett större skogbevuxet område.
I lövsumpskogen växer bland annat klibbal, glasbjörk och hägg och i de torrare delarna även vårtbjörk, ask med flera. Den frodiga markfloran består främst av våtmarksarter men i de torrare delarna finns även storrams, liljekonvalj, blekbalsamin och ekorrbär med flera. Det finns gott om död ved efter tidigare stormar och här har flera arter av halvknäppare, varav de rödlistade eucnemis capucina och plegaderus dissectus, påträffats.
Den täta skogen med gott om död ved ger goda förutsättningar för häckande småfåglar, speciellt sångare.

## Bilder

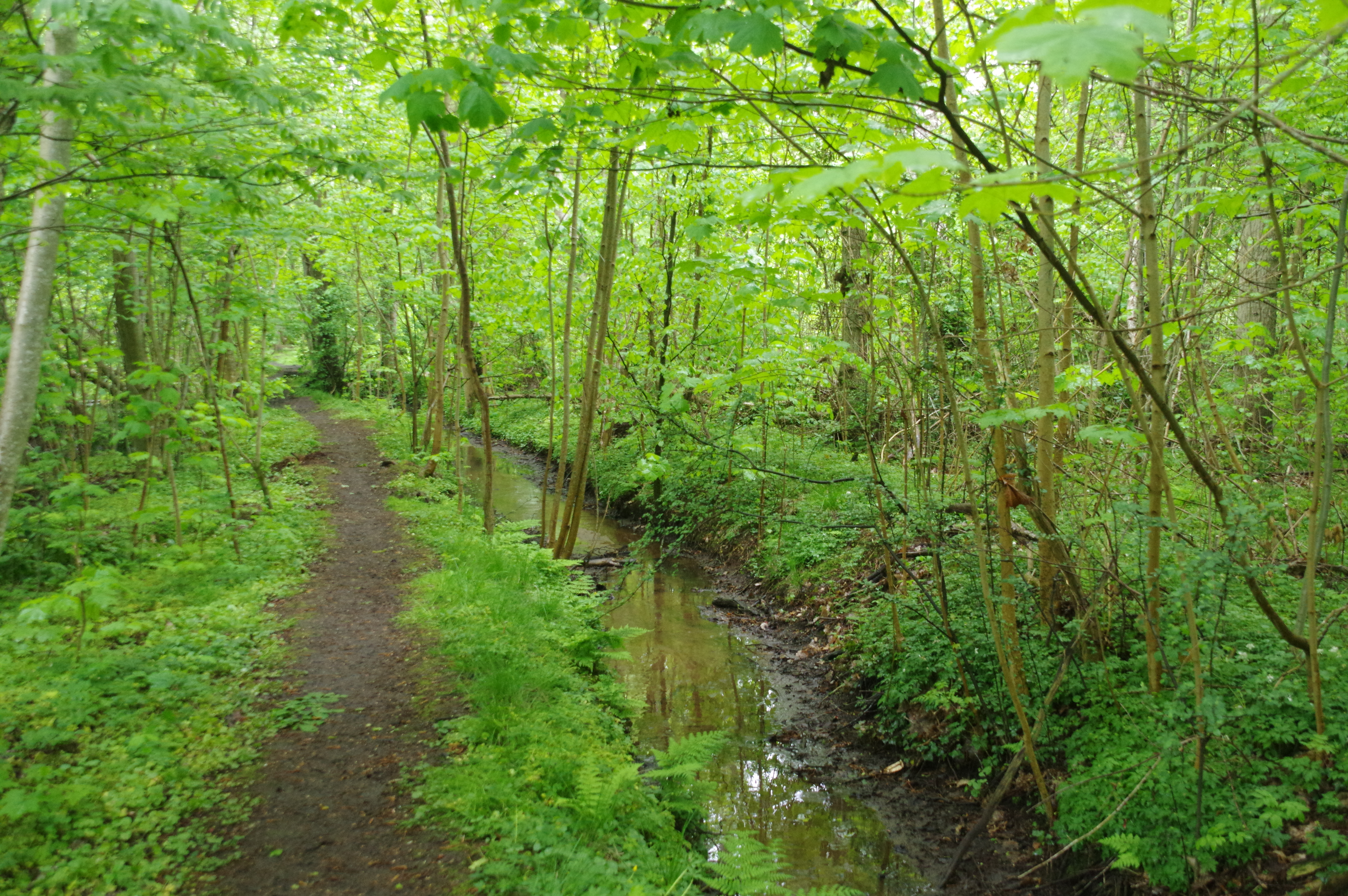
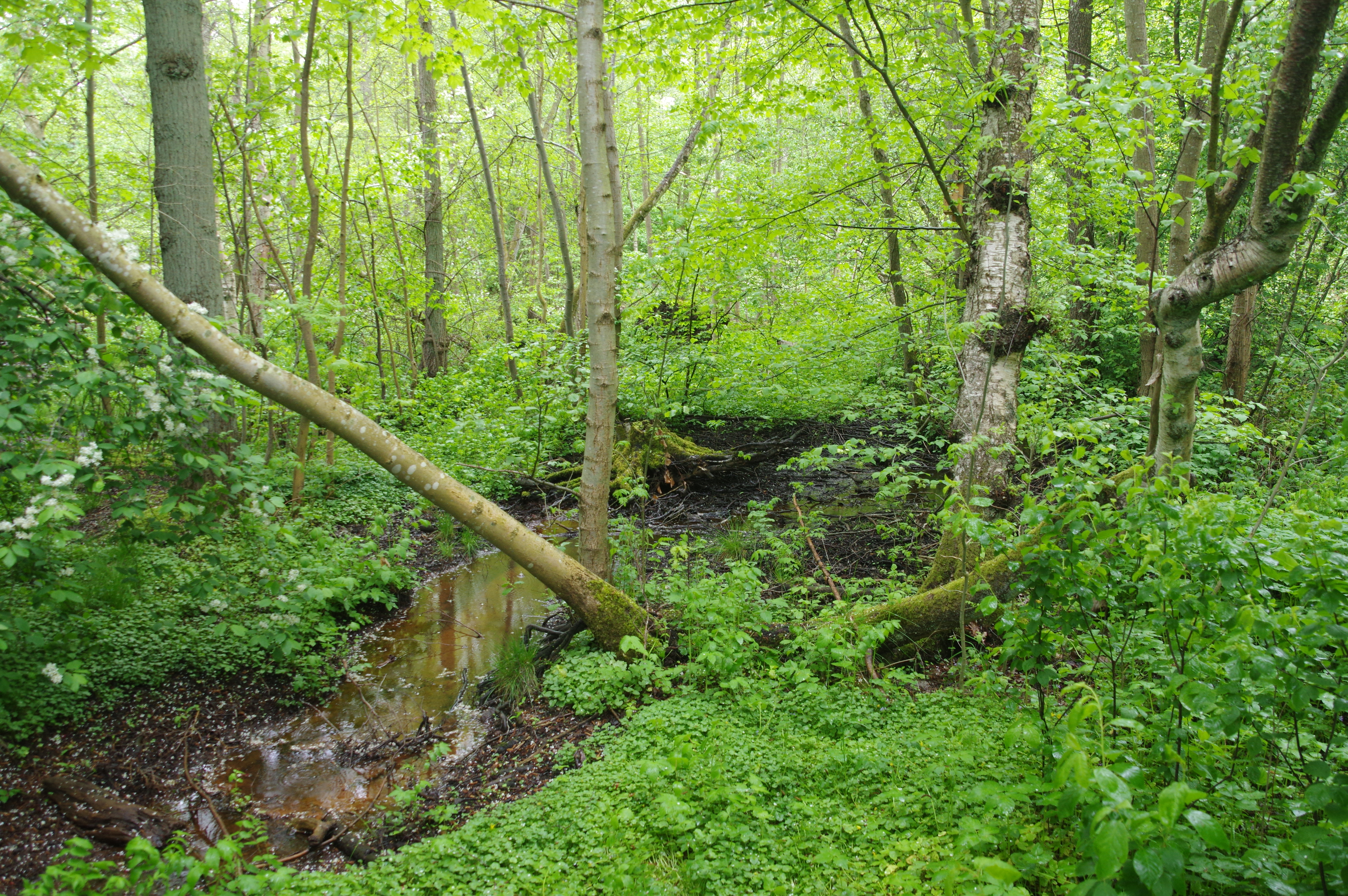